# 競速破關
競速破關，也常被简称为“速通”，是一種在最短時間內將電子遊戲破關的遊戲方式。是以最快速度完成遊戲關卡為目的，但是絕大部分並不以正常遊玩的情況下的最快時間破關模式為限。在Games Done Quick系列等競速馬拉松中就有不少蒙眼、單手進行，附加了實體限制的競速遊玩。（日語：縛りプレイ）

## 起源
在互聯網網絡視頻服務普及前，競速的同好者利用討論區、新聞組、電子郵件交流遊戲心得，當同好者增加形成了競速的次文化，相關的討論區、網站應運而生。

## 方式

### 工具輔助競速

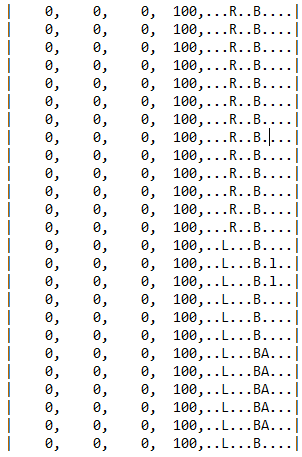
使用了工具輔助競速的輸入檔，展示了控制器上的特定按鍵會在指定時間依序按下。

工具輔助競速（英語：Tool-Assisted Speedrun，簡稱「TAS」）是一種使用遊戲機模擬器及工具創造「理論上完美的遊玩過程」的競速方式。根據TASVideo，常見的例子有逐影格推進遊戲、利用狀態保存（savestates）重試部分遊玩過程及使用十六進位編輯器等。該工具的出現是為了消弭人類反應速度的限制並最佳化遊玩過程。該工具會將遊玩過程記錄為一系列的控制器輸入，並依序回饋至遊戲。
TAS通常會於模擬器錄製，但也可以透過遊戲主機的控制器接口發送訊號，並在遊戲主機展示遊玩過程。為了區別TAS與不使用該種工具的競速，玩家通常將後者稱為真實時間競速（英語：Real-Time Attack，簡稱「RTA」）。由於在展示TAS的遊玩過程中，玩家實際上沒有在操作遊戲，因此TAS並不會與RTA同台競技。

## 完成度分類
常見的 RTA 競速可以分為：
- any％ RTA：以最快速度完成遊戲的競速（Fastest completion）。無特殊條件或限制，也允許遊戲角色出現過死亡，而且會可能涉及利用設計漏洞達成遊戲中途直接跳過原有路徑和關卡甚至是直接跳到完結畫面的 Sequence breaking（英语：Sequence breaking） 技巧。
- low％ RTA：以取得最低限度物品為主的競速（Minimalist completion），以取得最低限度的物品滿足一定通關條件為準。如果該遊戲的最低的 any% 已經包括了獲取最少道具通關的成份，而且沒有其他 any% 和 100% 之間的分類，則沒有low%。
- 100％ RTA：以完全攻略遊戲為原則的競速（Full completion），根據遊戲設計原意獲得所有物品、升等；通過所有關卡；擊倒所有 Boss；遊戲內完成度計量達到 100% 。

## 著名的競速用遊戲和競速模式

### 超級瑪利歐兄弟的 「Any%」和「Warpless」
遊戲的設計為 8 組「世界」，每個世界有 4 個關卡，總共 32 個關卡。1-2 和 4-2 分別有水管 Warp Zone 跳到 4-1、8-1 （跳過中間的關卡和庫巴城堡），遊戲的 Any% RTA 跑法只涉及利用遊戲原有的水管 Warp Zone 跳板跳過關卡，總共只需要挑戰 32 個中的 8 個關卡。紀錄為 Niftski 於 2021 年 12 月 3 日創下的 4 分 54 秒 881。
相對的 100% RTA 則稱為 "Warpless Speedrun"，意指由 1-1 至 8-4 全部關卡順序走破，不使用水管 Warp Zone 跳關。
- 超級瑪利歐兄弟 RTA 排名：Super Mario Bros. Leaderboard (speedrun.com) （页面存档备份，存于）
- 超級瑪利歐兄弟 Any% RTA 攻略：Super Mario Bros. Any% Strategy (speedrun.com) （页面存档备份，存于）

### 超級瑪利歐世界的「0 Exit」
遊戲的完成度以「出口」為單位，遊戲內總共有96個出口，故100% RTA以「96 Exit」為名。
遊戲的Any% RTA稱為「0 Exit」，不破關而能夠完成遊戲是利用了任意代码执行（ACE）手段令遊戲執行了玩家輸入的程式碼，發生異常而跳到完結畫面。（利用 TAS 作為測試詳見TASBot條目中關於AGDQ 2015的描述，利用ACE的Any% RTA亦已證實可行）。
- 超級瑪利歐世界「0 Exit」排名：Super Mario World Leaderboard (speedrun.com) （页面存档备份，存于）

## 外部連結
- Speed Demos Archive （页面存档备份，存于）（英文）